# Molossus molossus
Molossus molossus е вид бозайник от семейство Булдогови прилепи (Molossidae).

## Разпространение
Видът е разпространен в Аржентина, Белиз, Бонер, Бразилия, Венецуела, Гвиана, Еквадор, Колумбия, Коста Рика, Кюрасао, Мексико (Коауила де Сарагоса и Синалоа), Никарагуа, Панама, Парагвай, Перу, Салвадор, САЩ (Флорида), Свети Мартин, Сен Естатиус, Синт Мартен, Суринам, Тринидад и Тобаго, Уругвай и Френска Гвиана.